# Arisaema vexillatum
Arisaema vexillatum — многолетнее травянистое клубневое растение, вид рода Аризема (Arisaema) семейства Ароидные (Araceae).

## Ботаническое описание
Раздельнополые растения.
Клубень коричневый снаружи, белый внутри, сжато-шаровидный, 1,5—3 см в диаметре.

### Листья
Катафиллов 2 или 3, от розовых до пурпуровых, до 8 см длиной, чешуевидные.
Лист один. Черешок зеленоватый, без пятен, цилиндрический, 15—18 см длиной, в основании формирующие ложный стебель, гладкий. Листовая пластинка состоящая из трёх листочков; листочки полусидячие, зелёные с синеватыми краями; центральный листочек широкоовальный или ромбический, 4—5(11) см длиной и 4—5(10,5) см шириной, на вершине короткозаострённый или округлённый, с остриём 2—3 мм длиной; боковые листочки больше центрального, овальные или ромбические, 8—9(15) см длиной, 4—9 см шириной, в основании клиновидные, немного наклонные, на вершине заострённые.

### Соцветия и цветки
Цветоножка зеленоватая, короче черешка, 6—10 см длиной. Трубка покрывала тёмно-пурпуровая с беловатыми продольными полосками, цилиндрическая, 4,5—5 см длиной и 1,5—2 см в диаметре, края устья косоусечённые, немного загнутые, неухообразные, внутри с отчётливыми ламеллами, устье круто суженное в промежуточную зону 1,5—2 см шириной. Пластинка круто расширенная, почковидная или полусердцевидная, 3—5 см длиной, 4—7 см шириной, пурпуровая, с беловатым сетчатым узором, на вершине округлённая, с трубчатым хвостовидным окончанием 3—4 см длиной.
Початок однополый. Женская зона коническая, около 1,2 см длиной и 8 мм в диаметре; завязь зелёная; рыльце полусидячее, тёмно-пурпуровое, яйцевидное. Мужская зона цилиндрическая, около 2 см длиной и 5 мм в диаметре; синандрий из трёх или четырёх тычинок; нити сросшиеся, пурпуровые, различимые; пыльники шаровидные, вскрывающиеся верхушечным разрезом формы подковы. Придаток пурпуровый, шнуровидный, на вершине загнутый по пластинке покрывала, 9—11 см длиной, в основании раздутый, 4—5 мм в диаметре, усечённый и на ножке 8—10 мм длиной.
Цветёт в июне.

## Распространение
Встречается на Южном Тибете (Китай) и в Северо-Восточном Непале.
Растёт в лесах, на травянистых склонах, на высоте 3500—3700 м над уровнем моря.